# Rudosterka żółtoskrzydła
Rudosterka żółtoskrzydła (Pyrrhura hoffmanni) – gatunek średniej wielkości ptaka z rodziny papugowatych (Psittacidae), zamieszkujący endemicznie południową Kostarykę i zachodnią Panamę. Jest jedynym przedstawicielem rodzaju Pyrrhura występującym w tym regionie.
Morfologia
Długość ciała około 24 cm, masa ciała około 84 g. Cechą charakterystyczną odróżniającą ten gatunek od innych rudosterek są żółte lotki II rzędu.
Podgatunki i zasięg występowania
Wyróżnia się dwa podgatunki P. hoffmanni:
- P. h. hoffmanni (Cabanis, 1861) – południowa Kostaryka
- P. h. gaudens Bangs, 1906 – zachodnia Panama

Status i ochrona
Międzynarodowa Unia Ochrony Przyrody (IUCN) uznaje rudosterkę żółtoskrzydłą za gatunek najmniejszej troski (LC – least concern) nieprzerwanie od 1988 roku. Liczebność populacji nie została oszacowana; w 1996 roku ptak ten był opisywany jako dość pospolity. Ze względu na brak dowodów na spadki liczebności bądź istotne zagrożenia dla gatunku, BirdLife International ocenia trend liczebności populacji jako stabilny. Gatunek wymieniony jest w II załączniku konwencji waszyngtońskiej (CITES).